# Slovenska kulturno-gospodarska zveza
Slovenska kulturno-gospodarska zveza (SKGZ) je ena od dveh krovnih organizacij slovenske manjšine v Italiji. Njeno delovanje obsega prizadevanje za uveljavitev posebnih jezikovnih in drugih pravic skupnosti, organizacijo življenja manjšine in zastopanje manjšinske skupnosti v Italiji in drugod. Je nadstrankarska organizacija, tradicionalno pa je združevala politično levo usmerjene pripadnike manjšine, medtem ko je bil Svet slovenskih organizacij ustanovljen kasneje kot katoliška protiutež.
SKGZ je bila ustanovljena leta 1954 v Trstu, leto kasneje v Gorici, leta 1958 pa sta se obe ustanovi združili v eno. V politično nestabilnem obdobju po drugi svetovni vojni in neposredno po londonskem sporazumu, ki je cono A STO dodelil Italiji, je bila organizacija ustanovljena z namenom kulturnega, političnega in siceršnjega povezovanja Slovencev.
Danes SKGZ v svojem članstvu združuje slovenska kulturna društva, gospodarska združenja, raziskovalne in šolske ustanove ter posameznike.
Sedanja predsednica je Ksenija Dobrila, predsednica deželnega sveta Alenka Florenin, pokrajinski predsednik za Tržaško Igor Tomasetig, pokrajinska predsednica za Goriško Maja Humar in pokrajinska predsednica za Videmsko Luigia Negro.

## Članstvo

### Člani izvršnega odbora
Antonio Banchig, Štefan Čok, Marco Delise, Ksenija Dobrila, Franc Fabec, Alenka Florenin, Robert Frandolič, Pierina Furlan, Maja Humar, Sonja Klanjšček, Kristina Knez, Igor Kocijančič, Dorica Kresevič, Martin Lissiach, Ksenja Majovski, Marino Marsič, Luigia Negro, Milena Padovan, Živka Persi, David Peterin, Erik Piccini, Miha Samsa, Livio Semolič, Andrej Šik, Paolo Slamič, Roberta Sulčič, Igor Tomasetig, Mateja Zorn.

### Ustanove in društva
V okviru SKGZ deluje več kot 160 ustanov in društev, ki izvajajo aktivnosti na kulturnem, športnem, socialnem, vzgojno-izobraževalnem, gospodarskem in medijskem področju. Na seznamu so navedene večje organizacije:
- Društvo slovensko gledališče
- Glasbena matica
- Inštitut za slovensko kulturo
- Kinoatelje
- Kmečka zveza
- Krožek za kulturno, športno in podporno udejstvovanje (KRUT)
- Kulturni dom Gorica
- Kulturno društvo Ivan Trinko
- Kulturno društvo za umetnost KONS
- Narodna in študijska knjižnica
- Novi Matajur
- Sklad Mitja Čuk
- Zveza slovenskih izseljencev Furlanije Julijske krajine - Slovenci po svetu
- Slovenski dijaški dom Simon Gregorčič
- Slovenski dijaški dom Srečko Kosovel
- Slovenski raziskovalni inštitut (SLORI)
- Slovensko deželno gospodarsko združenje (SDGZ)
- Slovensko planinsko društvo Gorica (SPDG)
- Slovensko planinsko društvo Trst (SPDT)
- Slovenski taborniki v Italiji - Rod modrega vala
- Zadružni center za socialno dejavnost
- Zavod za slovensko izobraževanje
- Združenje slovenskih športnih društev v Italiji (ZSŠDI)
- Zveza slovenskih kulturnih društev (ZSKD)